# Rakuten Japan Open Tennis Championships
A Japan Open, vagy hivatalos nevén Rakuten Japan Open Tennis Championships minden év októberében megrendezett tenisztorna Tokióban.
A férfiak versenye az ATP 500 Series tornák közé tartozik, összdíjazása 1 706 175 dollár. Összesen 32 versenyző vehet részt, a 16 kiemeltnek nem kell játszania az első körben. A nők versenye 2008-ig Tier III-as kategóriájú volt, összdíjazása 175 000 dollár és 32-en vehettek részt rajta. A nők részére 2009-től nem rendezik meg a tornát.
A mérkőzéseket szabadtéri kemény borítású pályákon játsszák, 1973 óta.

## Győztesek

### Férfi egyes
| Év   | Győztes               | Ellenfél a döntőben   | Eredmény a döntőben |
| ---- | --------------------- | --------------------- | ------------------- |
| 1973 | Ken Rosewall          | John Newcombe         | 6-1, 6-4            |
| 1974 | John Newcombe         | Ken Rosewall          | 3-6, 6-2, 6-3       |
| 1975 | Raúl Ramírez          | Manuel Orantes        | 6-4, 7-5, 6-3       |
| 1976 | Roscoe Tanner         | Corrado Barazzutti    | 6-3, 6-2            |
| 1977 | Manuel Orantes        | Kim Warwick           | 6-2, 6-1            |
| 1978 | Adriano Panatta       | Pat Du Pré            | 6-3, 6-3            |
| 1979 | Terry Moor            | Pat Du Pré            | 3-6, 7-6, 6-2       |
| 1980 | Ivan Lendl            | Eliot Teltscher       | 3-6, 6-4, 6-0       |
| 1981 | Taróczy Balázs        | Eliot Teltscher       | 6-3, 1-6, 7-6       |
| 1982 | Jimmy Arias           | Dominique Bedel       | 6-2, 2-6, 6-4       |
| 1983 | Eliot Teltscher       | Andrés Gómez          | 7-5, 3-6, 6-1       |
| 1984 | David Pate            | Terry Moor            | 6-3, 7-5            |
| 1985 | Scott Davis           | Jimmy Arias           | 6-1, 7-6            |
| 1986 | Ramesh Krishnan       | Johan Carlsson        | 6-3, 6-1            |
| 1987 | Stefan Edberg         | David Pate            | 7-6, 6-4            |
| 1988 | John McEnroe          | Stefan Edberg         | 6-2, 6-2            |
| 1989 | Stefan Edberg         | Ivan Lendl            | 6-3, 2-6, 6-4       |
| 1990 | Stefan Edberg         | Aaron Krickstein      | 6-4, 7-5            |
| 1991 | Stefan Edberg         | Ivan Lendl            | 6-1, 7-5, 6-0       |
| 1992 | Jim Courier           | Richard Krajicek      | 6-4, 6-4, 7-6       |
| 1993 | Pete Sampras          | Brad Gilbert          | 6-2, 6-2, 6-2       |
| 1994 | Pete Sampras          | Michael Chang         | 6-4, 6-2            |
| 1995 | Jim Courier           | Andre Agassi          | 6-4, 6-3            |
| 1996 | Pete Sampras          | Richey Reneberg       | 6-4, 7-5            |
| 1997 | Richard Krajicek      | Lionel Roux           | 6-2, 3-6, 6-1       |
| 1998 | Andrei Pavel          | Byron Black           | 6-3, 6-4            |
| 1999 | Nicolas Kiefer        | Wayne Ferreira        | 7-6(5), 7-5         |
| 2000 | Sjeng Schalken        | Nicolás Lapentti      | 6-4, 3-6, 6-1       |
| 2001 | Lleyton Hewitt        | Michel Kratochvil     | 6-4, 6-2            |
| 2002 | Kenneth Carlsen       | Magnus Norman         | 7-6(6), 6-3         |
| 2003 | Rainer Schüttler      | Sébastien Grosjean    | 7-6(5), 6-2         |
| 2004 | Jiří Novák            | Taylor Dent           | 5-7, 6-1, 6-3       |
| 2005 | Wesley Moodie         | Mario Ančić           | 1-6, 7-6(7), 6-4    |
| 2006 | Roger Federer         | Tim Henman            | 6-3, 6-3            |
| 2007 | David Ferrer          | Richard Gasquet       | 6-1, 6-2            |
| 2008 | Tomáš Berdych         | Juan Martín del Potro | 6-1, 6-4            |
| 2009 | Jo-Wilfried Tsonga    | Mihail Juzsnij        | 6–3, 6–3            |
| 2010 | Rafael Nadal          | Gaël Monfils          | 6-1, 7-5            |
| 2011 | Andy Murray           | Rafael Nadal          | 3–6, 6–2, 6–0       |
| 2012 | Nisikori Kei          | Miloš Raonić          | 7–6(5), 3–6, 6–0    |
| 2013 | Juan Martín del Potro | Miloš Raonić          | 7–6(5), 7–5         |
| 2014 | Nisikori Kei          | Miloš Raonić          | 7–6(5), 4–6, 6–4    |
| 2015 | Stanislas Wawrinka    | Benoît Paire          | 6–2, 6–4            |
| 2016 | Nick Kyrgios          | David Goffin          | 4–6, 6–3, 7–5       |
| 2017 | David Goffin          | Adrian Mannarino      | 6–3, 7–5            |

### Női egyes
| Év   | Győztes              | Ellenfél a döntőben    | Eredmény a döntőben  |
| ---- | -------------------- | ---------------------- | -------------------- |
| 1979 | Betsy Nagelsen       | Naoko Szato            | 6-1, 3-6, 6-3        |
| 1980 | Mariana Simionescu   | Nerida Gregory         | 6-4, 6-4             |
| 1981 | Marie Pinterova      | Pam Casale             | 2-6, 6-4, 6-1        |
| 1982 | Laura Gildemeister   | Pilar Vasquez          | 3-6, 6-4, 6-0        |
| 1983 | Ecuko Inoue          | Shelley Solomon        | 6-2, 5-7, 6-1        |
| 1984 | Lilian Kelaidis      | Shawn Foltz            | 6-4, 6-2             |
| 1985 | Gabriela Sabatini    | Linda Gates            | 6-3, 6-4             |
| 1986 | Helen Kelesi         | Bettina Fulco-Villella | 6-2, 6-2             |
| 1987 | Katerina Maleeva     | Barbara Gerken         | 6-2, 6-3             |
| 1988 | Patty Fendick        | Stephanie Rehe         | 6-3, 7-5             |
| 1989 | Kumiko Okamoto       | Elizabeth Smylie       | 6-4, 6-2             |
| 1990 | Catarina Lindqvist   | Elizabeth Smylie       | 6-3, 6-2             |
| 1991 | Lori McNeil          | Sabine Appelmans       | 2-6, 6-2, 6-1        |
| 1992 | Date Kimiko          | Sabine Appelmans       | 7-5, 3-6, 6-3        |
| 1993 | Date Kimiko          | Stephanie Rottier      | 6-1, 6-3             |
| 1994 | Date Kimiko          | Amy Frazier            | 7-5, 6-0             |
| 1995 | Amy Frazier          | Date Kimiko            | 7-6, 7-5             |
| 1996 | Date Kimiko          | Amy Frazier            | 7-5, 6-4             |
| 1997 | Szugijama Ai         | Amy Frazier            | 4-6, 6-4, 6-4        |
| 1998 | Szugijama Ai         | Corina Morariu         | 6-3, 6-3             |
| 1999 | Amy Frazier          | Szugijama Ai           | 6-2, 6-2             |
| 2000 | Julie Halard-Decugis | Amy Frazier            | 5-7, 7-5, 6-4        |
| 2001 | Szeles Mónika        | Tamarine Tanasugarn    | 6-3, 6-2             |
| 2002 | Jill Craybas         | Silvija Talaja         | 2-6, 6-4, 6-4        |
| 2003 | Marija Sarapova      | Kapros Anikó           | 2-6, 6-2, 7-6(5)     |
| 2004 | Marija Sarapova      | Mashona Washington     | 6-0, 6-1             |
| 2005 | Nicole Vaidišová     | Tatiana Golovin        | 7-6(4), 3-2 feladta. |
| 2006 | Marion Bartoli       | Aiko Nakamura          | 2-6, 6-2, 6-2        |
| 2007 | Virginie Razzano     | Venus Williams         | 4-6, 7-6(7), 6-4     |
| 2008 | Caroline Wozniacki   | Kaia Kanepi            | 6-2, 3-6, 6-1        |

## Külső hivatkozások
- Hivatalos oldal